# Hap Sharp
James „Hap“ Sharp (1. ledna 1928, Tulsa, Oklahoma, USA – 7. května 1993, San Martín de los Andes, Argentina) byl americký automobilový závodník.
Hap Sharp byl Texaským petrolejářským podnikatelem. Později se začal častěji objevovat po boku Jima Halla, který byl hodně zainteresován do projektu Chaparral jenž závodí především v USRRC.
V roce 1964, Hap končí na 5 místě v šampionátu a získává trofej Nassau s Rogerem Penske. Následující rok je třetí v mistrovství, vítězí v 12hodinovce v Sebringu právě s Hallem, dále vítězí v dalších šesti závodech a znovu získává trofej Nassau.
Ve Watkins Glen roku 1962 jako amatér vstupuje do Formule 1, kde se účastní především severoamerických Grand Prix. Na stejnou trať se vrací i v dalším roce, tentokrát s vozem Lotus 23, ale v závodě ho zradil motor. Při příležitosti Velké ceny Mexika 1963, končí těsně mimo body na 7 místě, což je jeho nejlepší výsledek v mistrovství světa. V roce 1964 vstupuje do Grand Prix USA a Mexika, ale bez výraznějšího úspěchu.
Po skončení kariéry automobilového závodníka, čelí Hap Sharp závažným osobním problémům, které v květnu 1993 řeší sebevraždou.

## Sportovní vozy
| Rok  | 1                    | 2            | 3                   | 4                   | 5                   | 6                   | 7                   | 8                  | 9                  | 10                 | 11                   |
| ---- | -------------------- | ------------ | ------------------- | ------------------- | ------------------- | ------------------- | ------------------- | ------------------ | ------------------ | ------------------ | -------------------- |
| 1959 | 12 h Sebring         | Targa Florio | 1000 km Nürburgring | 24 h Le Mans        | RAC Tourist Trophy  |                     |                     |                    |                    |                    |                      |
| 1960 | 1000 km Buenos Aires | 12 h Sebring | Targa Florio        | 1000 km Nürburgring | 24 h Le Mans        | RAC Tourist Trophy  |                     |                    |                    |                    |                      |
| 1961 | 4 h Sebring          | 12 h Sebring | Targa Florio        | 1000 km Nürburgring | 24 h Le Mans        | 4 h Pescara         | RAC Tourist Trophy  |                    |                    |                    |                      |
| 1962 | 3 h Daytona          | 3 h Sebring  | 12 h Sebring        | Garda               | Targa Florio        | 1000 km Nürburgring | 24 h Le Mans        | Trophée ď Auvergne | RAC Tourist Trophy | 1000 km Paris      |                      |
| 1963 | 3 h Daytona          | 3 h Sebring  | 12 h Sebring        | Targa Florio        | 500 km Spa          | 1000 km Nürburgring | 24 h Le Mans        | Trophée ď Auvergne | RAC Tourist Trophy | 500 km Nürburgring | 500 km Bridgehampton |
| 1964 | 2000 km Daytona      | 12 h Sebring | Targa Florio        | 500 km Spa          | 1000 km Nürburgring | 24 h Le Mans        | 12 h Reims          | RAC Tourist Trophy | 500 km Nürburgring | 1000 km Paris      |                      |
| 1965 | 2000 km Daytona      | 12 h Sebring | 1000 km Monza       | RAC Tourist Trophy  | Targa Florio        | 500 km Spa          | 1000 km Nürburgring | 24 h Le Mans       | 12 h Reims         | 500 km Nürburgring |                      |
| 1966 | 24 h Daytona         | 12 h Sebring | 1000 km Monza       | Targa Florio        | 500 km Spa          | 1000 km Nürburgring | 24 h Le Mans        | Mugello            | Enna               | Hockenheim         | 500 km Zeltweg       |
| 1967 | 24 h Daytona         | 12 h Sebring | 1000 km Monza       | 1000 km Spa         | Targa Florio        | 1000 km Nürburgring | 24 h Le Mans        | Hockenheim         | BOAC               | Enna               | 500 km Zeltweg       |
| 1968 | 24 h Daytona         | 12 h Sebring | BOAC                | 1000 km Monza       | Targa Florio        | 1000 km Nürburgring | 1000 km Spa         | 6 h Watkins Glen   | 500 km Zeltweg     | 24 h Le Mans       |                      |

Vozy:
- 1959 - Maserati 250S
- 1960 - Cooper T49 Monaco
- 1961 - Ferrari 250 TR59
- 1962 - Chaparral 1
- 1963 - Chaparral 1
- 1964 - Porsche 904GTS
- 1965 - Chaparral 2A
- 1966 - Chaparral 2D
- 1967 - Chaparral 2F
- 1968 - Chevrolet Corvette

## Formule 1
| Rok  | 1   | 2   | 3   | 4   | 5  | 6   | 7   | 8   | 9   | 10  | 11 | 12 |
| ---- | --- | --- | --- | --- | -- | --- | --- | --- | --- | --- | -- | -- |
| 1961 | MON | NL  | BEL | FRA | GB | NĚM | ITA | USA | *   | *   | *  | *  |
| 1962 | NL  | MON | BEL | FRA | GB | NĚM | ITA | USA | JAR | *   | *  | *  |
| 1963 | MON | BEL | NL  | FRA | GB | NĚM | ITA | USA | MEX | JAR | *  | *  |
| 1964 | MON | NL  | BEL | FRA | GB | NĚM | RAK | ITA | USA | MEX | *  | *  |

Vozy:
- 1961 - Cooper T53
- 1962 - Cooper T53
- 1963 - Lotus 24
- 1964 - Brabham BT11